# Macrotyloma schweinfurthii
Macrotyloma schweinfurthii är en ärtväxtart som beskrevs av Bernard Verdcourt. Macrotyloma schweinfurthii ingår i släktet Macrotyloma och familjen ärtväxter. Inga underarter finns listade i Catalogue of Life.